# Reynoutriinae
Reynoutriinae, podtribus dvornikovki, dio tribusa Polygoneae. Sastoji se od tri roda.

## Nova istraživanja podtribusa
Stuart D. Desjardins, John P. Bailey, Baowei Zhang, Kai Zhao, Trude Schwarzacher izvršili su istraživanja unutar podtribusa Reynoutriinae izjavivši „Japanski dvornik (Reynoutria japonica) porijeklom je iz istočne Azije, ali je uveden na zapad gdje je štetan invazivni korov. Taksonomski, japanski dvornik se nalazi unutar podplemena Reynoutriinae (Polygonaceae), koji također sadrži australski rod Muehlenbeckia (uključujući Homalocladium) i sjeverno-umjerenu Fallopia. U trenutnoj studiji proveli smo filogenetsku analizu korištenjem podataka o sekvencama iz šest markera, dva jezgra (LEAFYi2, ITS) i četiri plastida (matK, rbcL, rps16-trnK i trnL-trnF) kako bismo dalje razriješili evolucijske odnose unutar ove grupe, koristeći najšire uzorkovanje svojti u skupini do sada. Rezultati ove analize potvrdili su da je podpleme Reynoutriinae monofiletska skupina, koju karakterizira prisutnost ekstraflornih, nektarisnih žlijezda na bazi lisnih peteljki. Unutar podplemena identificirane su četiri glavne klade: Reynoutria, Fallopia sect. Parogonum, Fallopia s.s. (uključujući  Fallopia sects. Fallopia i Sarmentosae) i Muehlenbeckia. Fallopia s.s. i Muehlenbeckia klade su sestrinske jedna drugoj, dok Fallopia sect. Parogonum klada je bazalan za njih, a Reynoutria bazalan za sve tri. Fallopia, kako je trenutno opisano, je parafiletska jer se Muehlenbeckia nalazi u njemu. Da bismo to riješili, predlažemo tu vrstu Fallopia sect. Parogonum treba tretirati kao novi rod, Parogonum (Haraldson) Desjardins & J.P.Bailey, gen. et stat. nov. Unutar roda Reynoutria, srodne specifične i infraspecifične svojte koje spadaju pod naziv Japanski dvornik s.l. čine monofiletsku skupinu i raspravlja se o njihovom taksonomskom statusu.”

## Rodovi
1. Fallopia Adans., 12
2. Muehlenbeckia Meisn., 25
3. Reynoutria Houtt., 6

## Sinonimi
- Muhlenbeckiinae Roberty & Vautier